# Jeanette Myburgh
Jeanette Myburgh (n. 16 septembrie 1940) este o înotătoare sud-africană, medaliată olimpică. A participat la o ediție a Jocurilor Olimpice (1956) în care a câștigat o medalie de bronz.

## Participări
Lista de mai jos prezintă principalele competiții la care a participat Jeanette Myburgh de-a lungul carierei.
- swimming at the 1956 Summer Olympics – women's 4 × 100 metre freestyle relay[*]